# Aglauros
Aglauros var dotter till den Atenske kungen Kekrops. Hon framträder främst inom konst och myt tillsammans med Pandrosus och Herse då de går emot Atenas instruktioner och öppnar kistan som innehöll barnet Erichthonius; vad de såg fick dem att kasta sig utför Akropolis klippor till sin död.
Aglauros fick ett barn med Ares som hette Alkippe. En dag såg Ares hur Poseidons son Halirrhotios försökte våldta Alkippe. För att försvara sin dotter störtade sig Ares över Halirrhotios och dödade honom. Poseidon stämde då Ares inför en domstol som sammanträdde på samma kulle. Ares frikändes, men som minne av händelsen gav man kullen namnet Areopagen (Ares kulle), där domstolen hädanefter kom att samlas för att döma i religiösa mål.
Aglauros ursprung skiljde sig antagligen från hennes systrars då hon hade ett självständigt tempel på Akropolis och till skillnad från dem hade en starkare koppling till ungdomar och unga krigare. Hon sammankopplades dessutom med Atenas festival, Plynterian.